# Ким Клајстерс
Ким Антоан Лод Клајстерс (хол.  /kɪm ˈklɛistərs/; Билзен, 8. јуна 1983) јесте бивша првопласирана тенисерка на ВТА листи.
До свог најбољег пласмана на ВТА листи дошла је 11. августа 2003, да би касније изгубила прво место од Жистин Енен. 25. јануара 2006, после победе над Мартином Хингис у полуфиналу на отвореном првенству Аустралије, да би 30. јануара и службено опет постала број 1 у женском тенису што је потрајало до 30. марта када је Амели Моресмо заузела прво место. Клајстерс се повукла из професионалног тениса 6. маја 2007. У мају 2009. саопштила је свој повратак професионалном тенису. Први турнир након тога је био из Мастерс Серије у Синсинатију где је учествовала по ванредном позиву и стигла до четвртине финала.

## Тениска каријера

### Почеци
Ким је била успешни јуниор. 1998. је играла у финале на Вимблдона за јуниорке. Такође је, заједно са Јеленом Докић освојила Отворено првенство Француске, као и Отворено првенство Америке са Евом Дирберг. 1998 годину је завршила на месту 11 и број 4 у дублу на ИТФовој јуниорској листи.

### Пут ка врху
1999. је била година када се Ким пробијала у сениоре женског тениса. На Вимблдону је дошла до четвртог кола када је изгубила од идола Штефи Граф. Касније то лето, Ким је стигла до трећег кола Отвореног првенства Америке, где је била у позицији да сервира за меч, али је изгубила од Серене Вилијамс, која је на крају била победник турнира. У јесен исте године, Клајстерс је дошла до своје прве победе на ВТА турниру, у Луксембургу, као и првог ВТА турнира у дублу у Братислави са Лоренс Куртоис.
Следећих неколико година, Ким је напредовала на ВТА листи. До свог првог гренд слем финала је дошла 2001. на отвореном првенству Француске, када је изгубила од Џенифер Капријати са резултатом 12-10 у трећем сету. Њен следећи велики успех је доживела на ВТА шампионату у Лос Анђелесу 2002, када је дошла, до тада, највећег успеха, победом над Сереном Вилијамс.
Једна од најуспешнијих година за Ким је сигурно била 2003, у којој је освојила 9 турнира, укључујући ВТА шампионат, као и пласмана до финала на отвореном првенству Француске и Америке, где је на оба турнира изгубила од сународњакиње Жистин Енен Арден. У истој години, Ким је дошла до првог места на ВТА листи, али само на неколико недеља. Крај сезоне је завршила на другом месту.
2004. године је дошла до још једног гренд слем финала на Отвореном првенству Аустралије, где је опет изгубила од Жастин. Нажалост, због повреде шаке, због чега је морала ићи на операције, била је принуђена да се повуче из тениса.

### 2005.
2005. годину у женском тенису обележио је велики повратак за Ким. У фебруару, после периода када није играла због повреда, Ким се вратила на ВТА турнире победивши на домаћем терену, у Антверпену. У марту исте године долази до победе на два турнира прве категорије, турниру у Индијан Велсу и Мајами опену.
Те године, Клајстерс коначно долази до гренд слем титуле победом на Отвореном првенству Америке, победом над Мери Пирс 6-3 6-1, зарадивши 2,2 милиона долара - највеће новчане награде у женском спорту икада. За победу на турниру се добија 1,1 милион, али је Ким освојила и серију турнира по северној Америци то лето, па је добила 100% бонус. Од септембра 2005 Ким престаје сарадњу са тадашњим тренером и наставља каријеру без тренера.

### 2006.
2006. године Ким је дошла до полуфинала Отвореног првенства Аустралије и Француске. 21. марта је добила награде Женске тениске асоцијације за тенисерку године као и повратак године, за 2005. У мају, до полуфинала Отвореног првенства Француске, није изгубила ниједан сет, победивши чак и Мартину Хингис у полуфиналу, да би на крају, у финалу изгубила од Жистин Енен 6-3, 6-2 на 23. рођендан.

### 2007.
У својој последњој сезони пре паузе, 2007, Клајстерс је освојила један турнир у Сиднеју, победом над Јеленом Јанковић, 2-1 у сетовима. У фебруару, на свом последњем наступу у Антверпену, опростила се од својих навијача сународника у веома емотивном говору, а у финалу је изгубила од Францускиње Амели Моресмо. Последњи турнир је одиграла у Варшави, почетком маја, где је, након што је била слободна у првом, изгубила у другом колу од слабије рангиране Рускиње. Након тога је најавила своје повлачење. У том тренутку Ким Клајстерс се налазила на четвртом месту ВТА листе.

### Повлачење
Клајстерс је изјавила неколико пута у 2006. години, да због многобројних повреда у каријери, планира да се повуче из професионалног тениса крајем 2007. сезоне. 6. маја 2007, због повреда, физичког умора и свадбе, која је заказана у јулу 2007, Ким Клајстерс је одлучила да се раније повуче из професионалног тениса.

### Повратак 2009.
26. марта 2009. званично је најавила да је добила специјалне позивнице и да ће играти на турнирима у Синсинатију, Торонту и на Отвореном првенству САД. Такође је изјавила да више воли да мисли о томе као о „другој каријери“ умјесто о повратку јер су околности другачије у односу на њену прву каријеру (брак, беба, скора смрт њеног оца). 
На турниру у Синсинатију побиједила је 13. тенисерку свијета, Марион Бартоли у првом колу, 6-4, 6-3. У наредна два меча савладала је још двије тенисерке из првих 20 - Пати Шнидер и Светлану Кузњецову. у четвртфиналу је изгубила од прве тенисерке свијета, Динаре Сафине.
На Роџерс купу у другој рунди побиједила је Викторију Азаренку, а у трећем колу је поражена од Јелене Јанковић 6-1, 3-6, 5-7.
На отвореном првенству САД је побијелила пет тенисерки из првих 20: Марион Бартоли, Винус Вилијамс, Ли На, у полуфиналу Серену Вилијамс и у финалу Каролину Возњацки освојивши своју другу титулу на том турниру. Она је прва тенисерка која је успјела да побиједи обје сестре Вилијамс на путу до гренд слем финала након Жистин Енан којој је то пошло за руком 2007. Тријумфом на овом турниру доспјела је међу 20 најбољих тенисерки свијета.
29. јануара 2011. године, Ким Клајстерс осваја Отворено првенство Аустралије.

### Тренери
- 1992 — 1996: Барт Ван Керков
- 1996—2002: Карл Маес
- 2002—2005: Марк Дехоус

## Приватни живот
Ким је одрасла у спортској породици као ћерка успешног фудбалског играча, Леи Клајстерс, и гимнастичарке, Елс Вандекаестбек. Њена сестра Елке Клајстерс, која је била успешна тенисерка као јуниор, која је 2002. завршила као ИТФ светски јуниорски шампион у дублу, али због повреде је морала напустити професионални тенис 2004.
У новембру 2003. верила са тенисером Лејтоном Хјуитом, али су раскинули у октобру 2004. 13. јула 2007. удала се за америчког кошаркаша Брајана Лича, који је играо за клуб из града у коме живи Ким. 27. фебруара 2008. родила је кћерку, која је добила име Џада Ели.

## Гренд слем финала

### Појединачно (8)

#### Победе (4)
| Година | Турнир                        | Противница у финалу | Резултат у финалу |
| 2005   | Отворено првенство САД        | Мери Пирс           | 6–3, 6–1          |
| 2009   | Отворено првенство САД        | Каролина Возњацки   | 7–5, 6–3          |
| 2010   | Отворено првенство САД        | Вера Звонарева      | 6–2, 6–1          |
| 2011   | Отворено првенство Аустралије | Ли На               | 3–6, 6–3, 6–3     |

#### Порази (4)
| Година | Турнир                           | Противница у финалу | Резултат у финалу |
| 2001   | Отворено првенство Француске     | Џенифер Капријати   | 1–6, 6–4, 12–10   |
| 2003   | Отворено првенство Француске (2) | Жистин Енен         | 6–0, 6–4          |
| 2003   | Отворено првенство САД           | Жистин Енен         | 7–5, 6–1          |
| 2004   | Отворено првенство Аустралије    | Жистин Енен         | 6–3, 4–6, 6–3     |

### Женски парови (3)

#### Победе (2)
| Година | Турнир                       | Партнерка   | Противнице у финалу                  | Резултат у финалу |
| 2003   | Отворено првенство Француске | Ај Сугијама | Вирхинија Руано Паскуал Паола Суарез | 6–7, 6–2, 9–7     |
| 2003   | Вимблдон                     | Ај Сугијама | Вирхинија Руано Паскуал Паола Суарез | 6–4, 6–4          |

#### Порази (1)
| Година | Турнир   | Партнер     | Противници у финалу     | Резултат у финалу |
| 2001   | Вимблдон | Ај Сугијама | Лиса Рејмонд Рене Стабс | 4–6, 3–6          |

### Мешовити парови (1)

#### Порази (1)
| Година | Турнир   | Партнер      | Противници у финалу    | Резултат у финалу |
| 2000   | Вимблдон | Лејтон Хјуит | Дон Џонсон Кимберли По | 4–6, 6(3)–7       |

## Финала

### Појединачно

#### Победе (35)
| Легенда: пре 2009.           | Легенда: од 2009.     |
| ---------------------------- | --------------------- |
| Гренд слемови (2)            |                       |
| Завршна првенства сезоне (2) |                       |
| категорија (5)               | Обавезни Премијер (1) |
| категорија (18)              | Премијер 5 (0)        |
| категорија (7)               | Премијер (2)          |
| и категорија (1)             | Међународни (1)       |

| Титула по подлози |
| Тврда (26)        |
| Трава (2)         |
| Шљака (3)         |
| Тепих (6)         |

| Бр. | Датум               | Турнир                            | Место одржавања                | Подлога | Противница у финалу  | Резултат               |
| 1.  | 20. септембар 1999. | Луксембург опен (1)               | Луксембург, Луксембург         | Тепих   | Доминик Монами       | 6–2, 6–2               |
| 2.  | 10. јануар 2000.    | Мурила Хобарт интернешнл          | Хобарт, Аустралија             | Тврда   | Чанда Рубин          | 2–6, 6–2, 6–2          |
| 3.  | 30. октобар 2000.   | Шпаркасен куп (1)                 | Лајпциг, Немачка               | Тепих   | Јелена Лиховцева     | 7–6(6), 4–6, 6–4       |
| 4.  | 23. јул 2000.       | Турнир у Станфорду (1)            | Станфорд, Калифорнија, САД     | Тврда   | Линдси Давенпорт     | 6–4, 6–7(5), 6–1       |
| 5.  | 24. септембар 2001. | Шпаркасен куп (2)                 | Лајпциг, Немачка               | Тепих   | Магдалена Малејева   | 6–1, 6–1               |
| 6.  | 22. октобар 2001.   | Луксембург опен (2)               | Луксембург, Луксембург         | Тепих   | Лиса Рејмонд         | 6–2, 6–2               |
| 7.  | 29. април 2002.     | Хамбург опен                      | Хамбург, Немачка               | Шљака   | Винус Вилијамс       | 1–6, 6–3, 6–4          |
| 8.  | 7. октобар 2002.    | Велика тениска награда Поршеа (1) | Филдерштадт, Немачка           | Тврда   | Данијела Хантухова   | 4–6, 6–3, 6–4          |
| 9.  | 21. октобар 2002.   | Луксембург опен (3)               | Луксембург, Луксембург         | Тепих   | Магдалена Малејева   | 6–1, 6–2               |
| 10. | 4. новембар 2002.   | ВТА првенство (1)                 | Лос Анђелес, Калифорнија, САД  | Тепих   | Серена Вилијамс      | 7–5, 6–3               |
| 11. | 6. јануар 2003.     | Медибанк интернешенл (1)          | Сиднеј, Аустралија             | Тврда   | Линдси Давенпорт     | 6–4, 6–3               |
| 12. | 3. март 2004.       | Индијан Велс опен (1)             | Индијан Велс, Калифорнија, САД | Тврда   | Линдси Давенпорт     | 6–4, 7–5               |
| 13. | 12. мај 2003.       | Рим                               | Рим, Италија                   | Шљака   | Амели Моресмо        | 3–6, 7–6(3), 6–0       |
| 14. | 16. јун 2003.       | Ордина опен                       | Схертогенбосх, Холандија       | Трава   | Жистин Енен          | 6–7(4), 3–0 предат меч |
| 15. | 21. јул 2003.       | Турнир у Станфорду (2)            | Станфорд, Калифорнија, САД     | Тврда   | Џенифер Капријати    | 4–6, 6–4, 6–2          |
| 16. | 4. август 2003.     | Лос Анђелес опен (1)              | Лос Анђелес, Калифорнија, САД  | Тврда   | Линдзи Девепорт      | 6–1, 3–6, 6–1          |
| 17. | 6. октобар 2003.    | Велика тениска награда Поршеа (2) | Филдерштадт, Немачка           | Тврда   | Жистин Енен          | 5–7, 6–4, 6–2          |
| 18. | 20. октобар 2003.   | Луксембург опен (4)               | Луксембург, Луксембург         | Тепих   | Ченда Рабин          | 6–2, 7–5               |
| 19. | 3. новембар 2003.   | ВТА шампионат (2)                 | Лос Анђелес, Калифорнија, САД  | Тврда   | Амели Моресмо        | 6–2, 6–0               |
| 20. | 9. фебруар 2004.    | Париз опен                        | Париз, Француска               | Тепих   | Мери Пирс            | 6–2, 6–1               |
| 21. | 16. фебруар 2004.   | Дијамантске игре                  | Антверпен, Белгија             | Тепих   | Силвија Фарина Елија | 6–3, 6–0               |
| 22. | 7. март 2005.       | Индијан Велс опен (2)             | Индијан Велс, Калифорнија, САД | Тврда   | Линдси Давенпорт     | 6–4, 4–6, 6–2          |
| 23. | 23. март 2005.      | Мајами                            | Мајами, Флорида, САД           | Тврда   | Марија Шарапова      | 6–3, 7–5               |
| 24. | 13. јун 2005.       | Истборн                           | Истборн, Уједињено Краљевство  | Трава   | Вера Душевина        | 7–5, 6–0               |
| 25. | 1. август 2005.     | Турнир у Станфорду (3)            | Станфорд, Калифорнија, САД     | Тврда   | Винус Вилијамс       | 7–5, 6–2               |
| 26. | 8. 8. 2005.         | Лос Анђелес опен (2)              | Лос Анђелес, Калифорнија, САД  | Тврда   | Данијела Хантухова   | 6–4, 6–1               |
| 27. | 15. август 2005.    | Канада опен                       | Торонто, Канада                | Тврда   | Жистин Енен          | 7–5, 6–1               |
| 28. | 10. септембар 2005. | Отворено првенство САД            | Њујорк Сити, Њујорк, САД       | Тврда   | Мери Пирс            | 6–3, 6–1               |
| 29. | 2. октобар 2005.    | Луксембург опен (5)               | Луксембург, Луксембург         | Тепих   | Ана-Лена Грененфелд  | 6–2, 6–4               |
| 30. | 30. октобар 2005.   | Турнир француских звезда (1)      | Хаселт, Белгија                | Тврда   | Франческа Скјавоне   | 6–2, 6–3               |
| 31. | 7. мај 2006.        | Варшава опен                      | Варшава, Пољска                | Шљака   | Светлана Кузњецова   | 7–5, 6–2               |
| 32. | 30. јул 2006.       | Турнир у Станфорду (4)            | Станфорд, Калифорнија, САД     | Тврда   | Пати Шнидер          | 6–4, 6–2               |
| 33. | 5. новембар 2005.   | Турнир француских звезда (1)      | Хаселт, Белгија                | Тврда   | Каја Канепи          | 6–3, 3–6, 6–4          |
| 34. | 12. јануар 2007.    | Медибанк интернешенл (2)          | Синдеј, Аустралија             | Тврда   | Јелена Јанковић      | 4–6, 7–6(1), 6–4       |
| 35. | 13. септембар 2009. | Отворено првенство САД (2)        | Њујорк, САД                    | Тврда   | Каролина Возњацки    | 7–5, 6–3               |
| 36. | 9. јануар 2010.     | Међународно првенство Бризбејна   | Бризбејн, Аустралија           | Тврда   | Жистин Енен          | 6–3, 4–6, 7–6(6)       |
| 37. | 3. април 2010.      | Мајами (2)                        | Мајами, САД                    | Тврда   | Винус Вилијамс       | 6–2, 6–1               |

#### Порази (17)
| - 1999: Братислава - 2000: Филдерштат - 2001: Индијан Велс - 2001: Отворено првенство Француске - 2001: Хертохенбос - 2002: Стандорд - 2002: Токио - 2003: Шкоцдејл - 2003: Берлин | - 2003: Отворено првенство Француске - 2003: Сан Дијего - 2003: Отворено првенство САД - 2004: Отворено првенство Аустралије - 2006: Антверпен - 2006: Сан Дијего - 2007: Антверпен |

### Парови (18)

#### Победе (11)
| Бр. | Датум             | Турнир                              | Партнер                   |
| 1.  | 27. октобар 1999. | Братислава, Словачка                | Лоренсе Кортоис (Белгија) |
| 2.  | 21. мај 2000.     | Антверпен, Белгија                  | Сабина Апелманс (Белгија) |
| 3.  | 12. август 2002.  | Лос Анђелес, САД                    | Јелена Докић (Србија)     |
| 4.  | 27. октобар 2002. | Луксембург                          | Жанет Хусарова (Словачка) |
| 5.  | 12. јануар 2003.  | Сиднеј, Аустралија                  | Аи Сугијама (Јапан)       |
| 6.  | 16. фебруар 2003. | Антверпен, Белгија                  | Аи Сугијама (Јапан)       |
| 7.  | 2. март 2003.     | Шкотдејл, САД                       | Аи Сугијама (Јапан)       |
| 8.  | 8. јун 2003.      | Отворено првенство Француске, Париз | Аи Сугијама (Јапан)       |
| 9.  | 6. јул 2003.      | Вимблдон, Лондон, Енглеска          | Аи Сугијама (Јапан)       |
| 10. | 3. август 2003.   | Сан Дијего, САД                     | Аи Сугијама (Јапан)       |
| 11. | 19. октобар 2003. | Цирих, Швајцарска                   | Аи Сугијама (Јапан)       |

## Резултати на гренд слем турнирима
| Гренд слем                    | 1999 | 2000 | 2001 | 2002 | 2003 | 2004 | 2005 | 2006 | 2007 | 2008 | 2009 | Победа |
| Отворено првенство Аустралије | -    | 1.   | 4.   | ½    | ½    | Ф    | -    | ½    | ½    | -    | -    | 29     |
| Отворено првенство Француске  | -    | 1.   | Ф    | 3.   | Ф    | -    | 4.   | ½    | -    | -    | -    | 22     |
| Вимблдон                      | 4.   | 4.   | ¼    | 4.   | ½    | -    | 4.   | ½    | -    | -    | -    | 22     |
| Отворено првенство Америке    | 3.   | 2.   | ¼    | 4.   | Ф    | -    | П    | -    | -    | -    | П    | 30     |